# Semiothisa spilosaria
Semiothisa spilosaria là một loài bướm đêm trong họ Geometridae.